# Parigné-l'Évêque
Pour les articles homonymes, voir L'Évêque.
Parigné-l'Évêque est une commune française, située dans le département de la Sarthe en région Pays de la Loire, peuplée de 5 367 habitants
La commune fait partie de la province historique du Maine, et se situe dans le Haut-Maine (Maine blanc).
Elle est le siège de la communauté de communes du Sud-Est du Pays Manceau.

## Géographie
Couvrant 6 340 hectares, Parigné-l’Évêque est la commune la plus étendue de l'arrondissement du Mans, la seconde du département de la Sarthe après La Flèche.
| Changé          | Saint-Mars-la-Brière                                   | Ardenay-sur-Mérize |
| Ruaudin         | Parigné-l'Évêque                                       | Challes            |
| Brette-les-Pins | Saint-Mars-d'Outillé, Pruillé-l'Éguillé (par un angle) | Le Grand-Lucé      |

### Lieux-dits et écarts
- Les Guiletières ;
- les Boutinières ;
- les Guémardières ;
- la Vaudère ;
- les Chalopinières ;
- le Patis ;
- les Vernelles ;
- la Touchardière ;
- les Guettes ;
- le Champ de la Lande.

### Climat
Pour des articles plus généraux, voir Climat des Pays de la Loire et Climat de la Sarthe.
En 2010, le climat de la commune est de type climat océanique dégradé des plaines du Centre et du Nord, selon une étude du CNRS s'appuyant sur une série de données couvrant la période 1971-2000. En 2020, Météo-France publie une typologie des climats de la France métropolitaine dans laquelle la commune est dans une zone de transition entre le climat océanique et le climat océanique altéré et est dans la région climatique  Moyenne vallée de la Loire, caractérisée par une bonne insolation (1 850 h/an) et un été peu pluvieux. 
Pour la période 1971-2000, la température annuelle moyenne est de 11 °C, avec une amplitude thermique annuelle de 14,6 °C. Le cumul annuel moyen de précipitations est de 715 mm, avec 11,3 jours de précipitations en janvier et 7,1 jours en juillet. Pour la période 1991-2020, la température moyenne annuelle observée sur la station météorologique de Météo-France la plus proche, sur la commune du Mans à 15 km à vol d'oiseau, est de 12,4 °C et le cumul annuel moyen de précipitations est de 693,4 mm,. Pour l'avenir, les paramètres climatiques de la commune estimés pour 2050 selon différents scénarios d'émission de gaz à effet de serre sont consultables sur un site dédié publié par Météo-France en novembre 2022.

## Urbanisme

### Typologie
Au 1er janvier 2024, Parigné-l'Évêque est catégorisée bourg rural, selon la nouvelle grille communale de densité à sept niveaux définie par l'Insee en 2022.
Elle appartient à l'unité urbaine de Parigné-l'Évêque, une unité urbaine monocommunale constituant une ville isolée,. Par ailleurs la commune fait partie de l'aire d'attraction du Mans, dont elle est une commune de la couronne,. Cette aire, qui regroupe 144 communes, est catégorisée dans les aires de 200 000 à moins de 700 000 habitants,.

### Occupation des sols
L'occupation des sols de la commune, telle qu'elle ressort de la base de données européenne d’occupation biophysique des sols Corine Land Cover (CLC), est marquée par l'importance des forêts et milieux semi-naturels (47 % en 2018), une proportion sensiblement équivalente à celle de 1990 (46,9 %). La répartition détaillée en 2018 est la suivante : 
forêts (46,5 %), prairies (22,8 %), terres arables (18,6 %), zones agricoles hétérogènes (5,2 %), zones urbanisées (5 %), espaces verts artificialisés, non agricoles (0,6 %), milieux à végétation arbustive et/ou herbacée (0,5 %), zones industrielles ou commerciales et réseaux de communication (0,4 %), eaux continentales (0,4 %). L'évolution de l’occupation des sols de la commune et de ses infrastructures peut être observée sur les différentes représentations cartographiques du territoire : la carte de Cassini (XVIIIe siècle), la carte d'état-major (1820-1866) et les cartes ou photos aériennes de l'IGN pour la période actuelle (1950 à aujourd'hui).

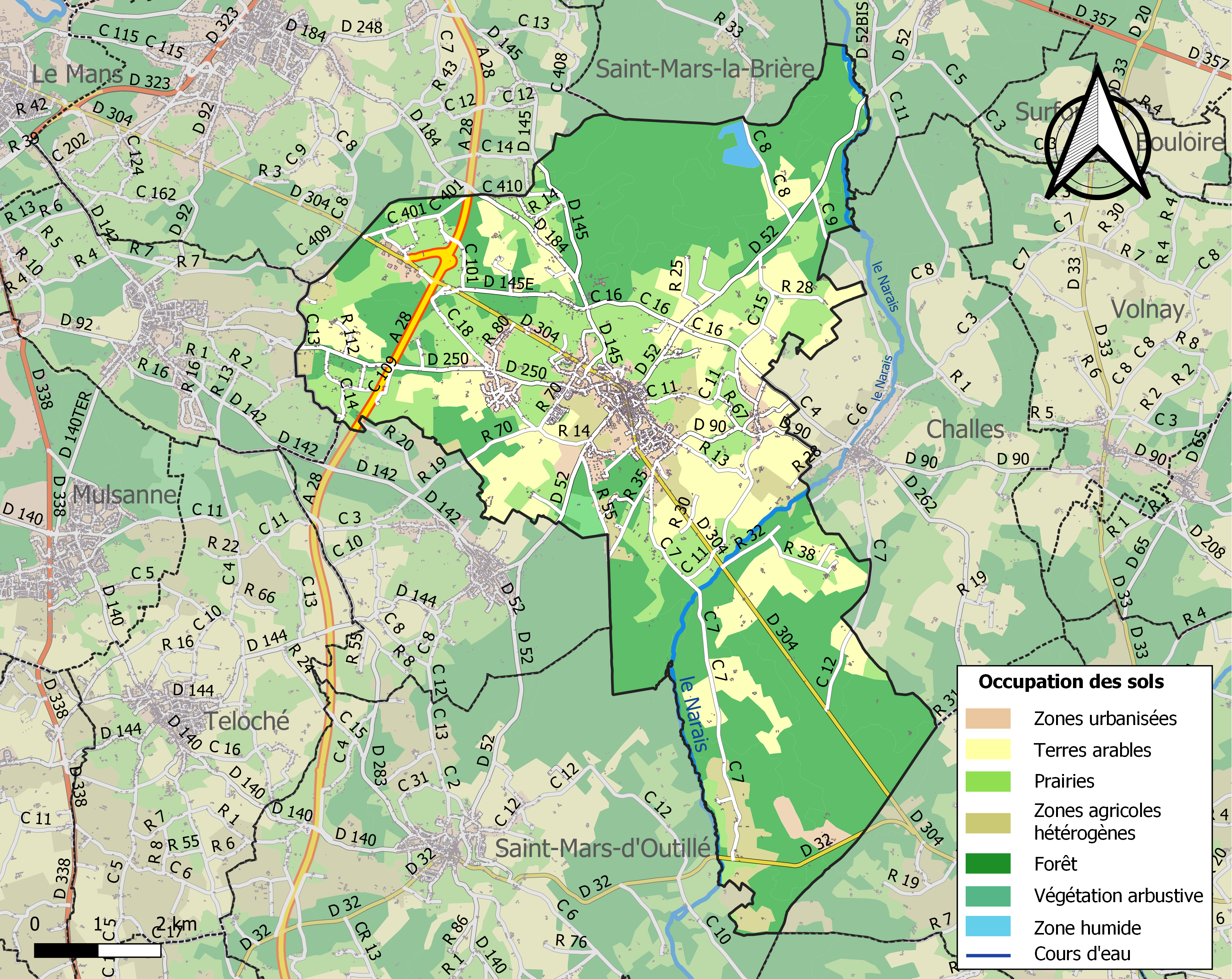
Carte des infrastructures et de l'occupation des sols de la commune en 2018 (CLC).

## Toponymie
Le nom de la localité est attesté sous les formes Patriniaco en 710, de Padriniaco au IXe siècle et de Parrigneio vers 1186. Il serait issu de l'anthroponyme latin Patrinius.
Durant la Révolution, la commune porte le nom de Parigné-lès-le-Mans.
Le gentilé est Parignéen.

## Histoire
Le 10 janvier 1871, durant la guerre de 1870-1871, la commune est le théâtre d'un combat entre troupes françaises et prussiennes. Les premières fusillades débutent tôt le matin, alors qu'une brigade française manœuvre et occupe le bourg pour couvrir la retraite d'une colonne amie. Les combats sont violents au nord du bourg notamment. Vers 13 h, après l'arrivée de renforts des deux côtés, les prussiens lancent une charge générale sur Parigné et bousculent les français qui prennent la fuite. En 1873, deux tombes communes sont notées comme contenant les corps de 102 français et 76 allemands, morts lors des combats de Parigné.

## Politique et administration

### Rattachements administratifs et électoraux

#### Circonscriptions de rattachement
Parigné-l'Évêque appartient à l'arrondissement du Mans et au canton de Changé depuis le redécoupage cantonal de 2014. Avant cette date, la commune était rattachée au canton du Mans-Est-Campagne.
En ce qui concerne l'élection des députés, la commune fait partie de la deuxième circonscription de la Sarthe, représentée depuis juin 2007 par Marietta Karamanli (PS-NFP).

#### Intercommunalité
Depuis le 28 décembre 1993, date de sa création, la commune appartient à la communauté de communes du Sud-Est du Pays Manceau et en est le siège.
| Élections                  | Élections                     | Circonscription électorale                        | Élu de la circonscription       | Élu de la circonscription | Élu de la circonscription | Élu de la circonscription |
| Niveau                     | Type                          | Circonscription électorale                        | Titre                           | Nom                       | Début de mandat           | Fin de mandat             |
| -------------------------- | ----------------------------- | ------------------------------------------------- | ------------------------------- | ------------------------- | ------------------------- | ------------------------- |
| Commune / Intercommunalité | Municipales et communautaires | Parigné-l'Évêque                                  | Maire                           | Nathalie Morgant          | 2020                      | 2026                      |
| Commune / Intercommunalité | Municipales et communautaires | Communauté de communes du Sud-Est du Pays Manceau | Président de l'intercommunalité | Nicolas Rouanet           | 2020                      | 2026                      |
| Département                | Départementales               | Canton de Changé                                  | Conseillère départementale      | Isabelle Berthe           | 2021                      | 2028                      |
| Département                | Départementales               | Canton de Changé                                  | Conseiller départemental        | Patrick Desmazières       | 2021                      | 2028                      |
| Région                     | Régionales                    | Région Pays de la Loire                           | Présidente du conseil régional  | Christelle Morançais      | 2021                      | 2028                      |
| Pays                       | Législatives                  | Deuxième circonscription                          | Députée                         | Marietta Karamanli        | 2024                      | 2027                      |

#### Institutions judiciaires
Sur le plan des institutions judiciaires, la commune relève du tribunal judiciaire (qui a remplacé le tribunal d'instance et le tribunal de grande instance le 1er janvier 2020), du tribunal pour enfants, du conseil de prud'hommes et du tribunal de commerce du Mans, de la cour d'appel d'Angers, du tribunal administratif et de la cour administrative d'appel de Nantes.

### Administration municipale
Le nombre d'habitants au dernier recensement étant compris entre 5 000 et 9 999, le nombre de membres du conseil municipal est de 29.

### Liste des maires
Le conseil municipal est composé de vingt-neuf membres dont le maire et six adjoints.

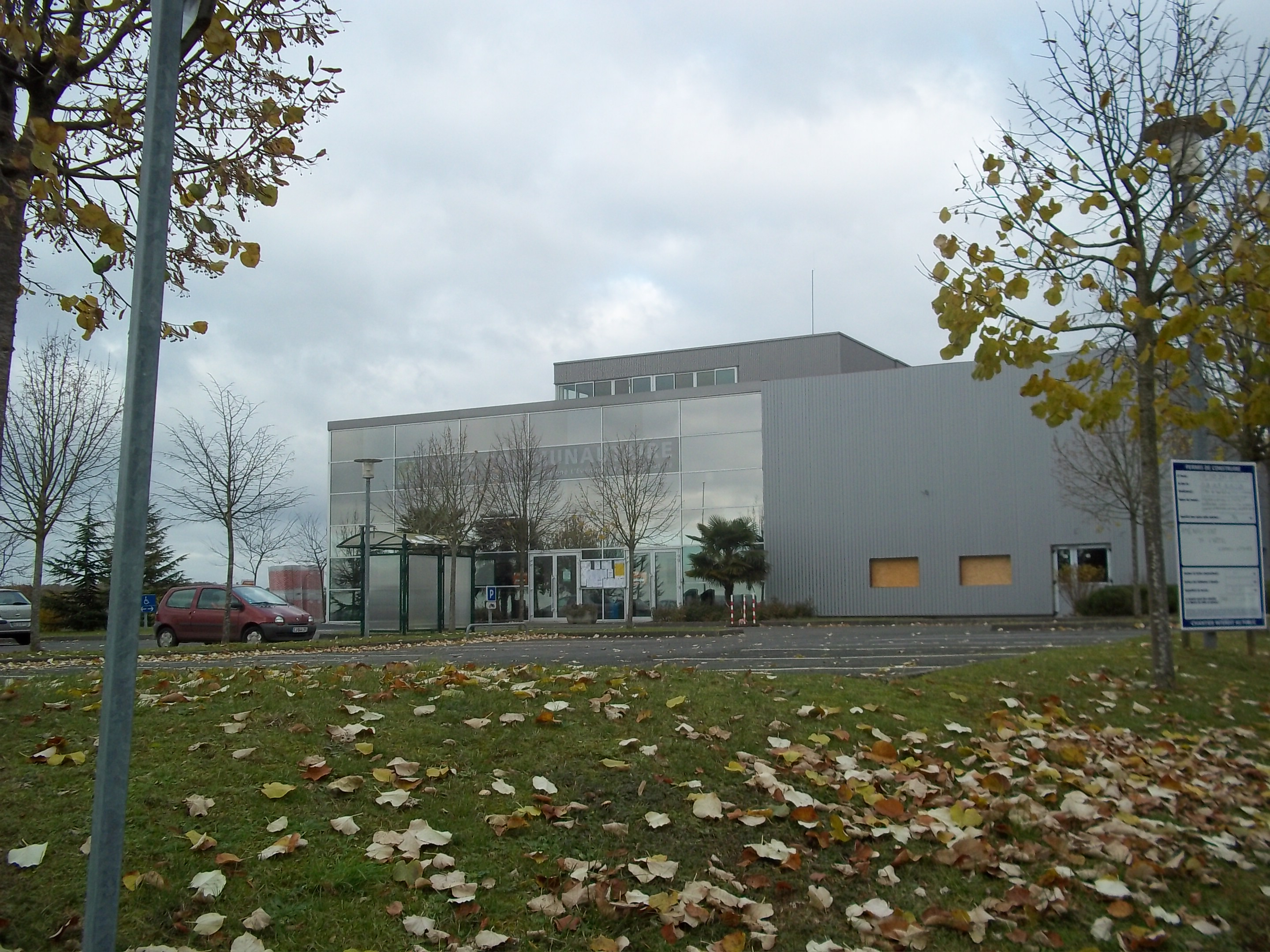
Hotel communautaire de la communauté de communes du Sud-Est du Pays Manceau.

## Équipements et services publics

### Eau et déchets
Une déchetterie est présente sur le territoire.

### Enseignement
La commune dispose d'une école maternelle publique (Amstramgram), de deux écoles primaires publiques (Jean-de-la-Fontaine et Guillaume-Apollinaire) et d'un collège public (Louis Cordelet).

### Postes et télécommunications
Une agence postale est présente sur la commune.

## Démographie
L'évolution du nombre d'habitants est connue à travers les recensements de la population effectués dans la commune depuis 1793. Pour les communes de moins de 10 000 habitants, une enquête de recensement portant sur toute la population est réalisée tous les cinq ans, les populations de référence des années intermédiaires étant quant à elles estimées par interpolation ou extrapolation. Pour la commune, le premier recensement exhaustif entrant dans le cadre du nouveau dispositif a été réalisé en 2008.
En 2022, la commune comptait 5 367 habitants, en évolution de +7,36 % par rapport à 2016 (Sarthe : −0,25 %, France hors Mayotte : +2,11 %).
La commune a connu une faible croissance démographique comparé aux communes limitrophes.
| 1793  | 1800  | 1806  | 1821  | 1831  | 1836  | 1841  | 1846  | 1851  |
| ----- | ----- | ----- | ----- | ----- | ----- | ----- | ----- | ----- |
| 2 787 | 2 636 | 2 840 | 3 017 | 3 189 | 3 377 | 3 430 | 3 442 | 3 508 |

| 1856  | 1861  | 1866  | 1872  | 1876  | 1881  | 1886  | 1891  | 1896  |
| ----- | ----- | ----- | ----- | ----- | ----- | ----- | ----- | ----- |
| 3 458 | 3 532 | 3 583 | 3 344 | 3 317 | 3 143 | 3 205 | 3 213 | 3 142 |

| 1901  | 1906  | 1911  | 1921  | 1926  | 1931  | 1936  | 1946  | 1954  |
| ----- | ----- | ----- | ----- | ----- | ----- | ----- | ----- | ----- |
| 3 102 | 3 123 | 3 073 | 2 942 | 2 757 | 2 663 | 2 891 | 2 975 | 3 087 |

| 1962  | 1968  | 1975  | 1982  | 1990  | 1999  | 2006  | 2008  | 2013  |
| ----- | ----- | ----- | ----- | ----- | ----- | ----- | ----- | ----- |
| 2 981 | 2 965 | 3 582 | 4 024 | 4 324 | 4 503 | 4 658 | 4 698 | 4 842 |

| 2018  | 2022  | - | - | - | - | - | - | - |
| ----- | ----- | - | - | - | - | - | - | - |
| 5 173 | 5 367 | - | - | - | - | - | - | - |

## Économie
Présence sur la commune de deux zones d'activités : le Ruisseau et la Boussardière.
- MT Packaging, filiale du groupe Alcan, 270 salariés. MT Packaging est spécialisée dans la fabrication d'emballages injectés pour les secteurs parfumerie et cosmétique.
- Métallerie Williamey.
- Centre de rééducation F. Gallouedec.

## Lieux et monuments
- La chapelle Notre-Dame-de-Pitié et la lanterne des morts (XVIIe siècle), dans le cimetière de Parigné-l'Évêque, inscrites au titre des Monuments historiques depuis le 20 janvier 1926[35]. Le cimetière et les plantations autour de la chapelle sont inscrits depuis le 12 décembre 1946[35].
- Tombes communes et monuments en mémoire des soldats français et prussiens tués lors des combats du 10 janvier 1871[18].
- L'église Notre-Dame-de-l'Assomption est inscrite au titre des Monuments historiques depuis le 16 juillet 1984[36].
- Le château de Montbraye.
- Le château de la Vaudère, du XIXe siècle.
- La Tour Javron, un pigeonnier datant du XIVe, a été restaurée en 2014.
- Les étangs de Loudon abritent plusieurs espèces protégées, comme le Héron pourpré, la Drosera à feuilles rondes ou l'Osmonde royale[37].
- La réserve naturelle régionale du Bas-marais tourbeux de la Basse Goulandière est sur le territoire de la commune.

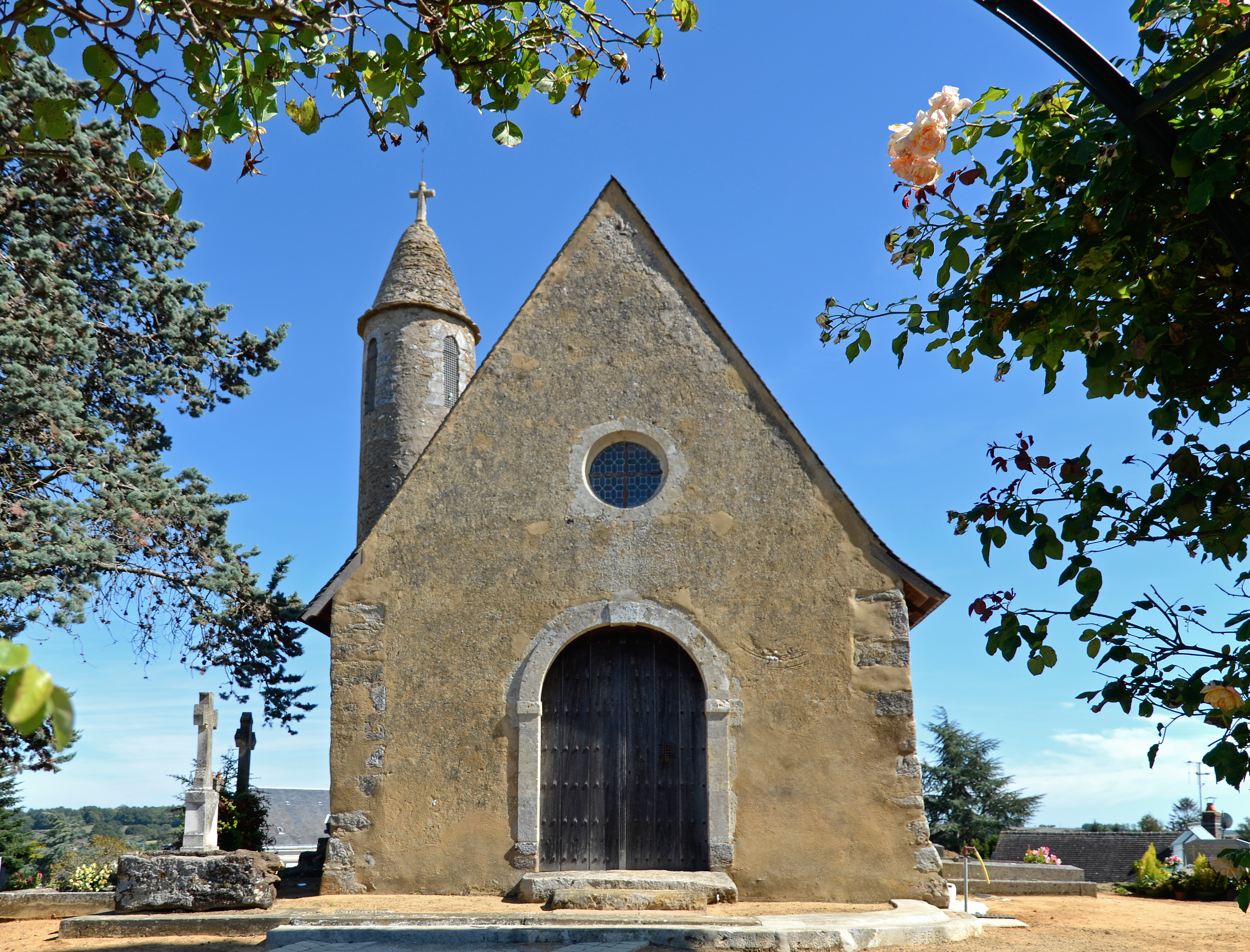
La chapelle Notre-Dame-de-Pitié.
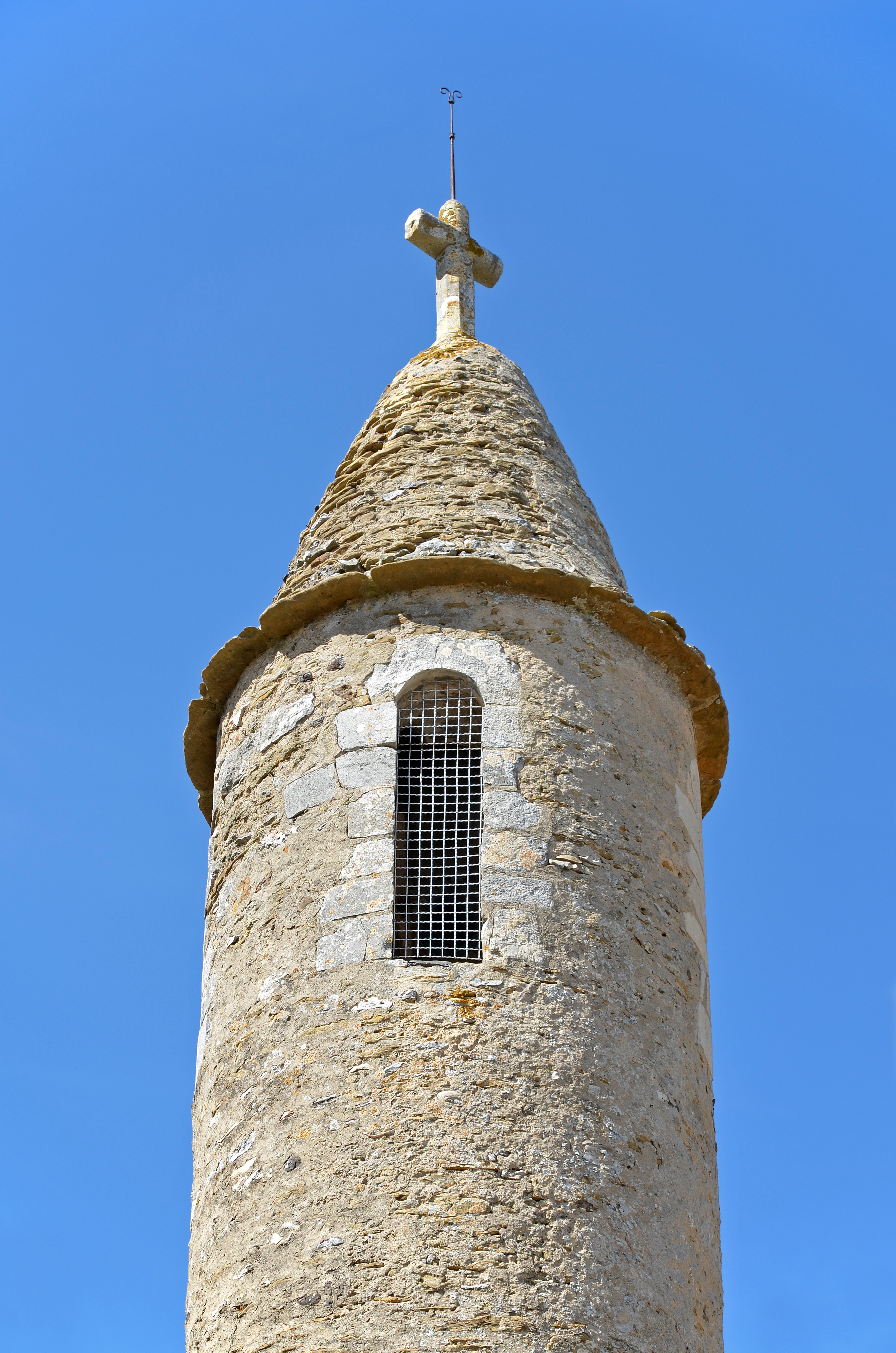
La lanterne des morts.
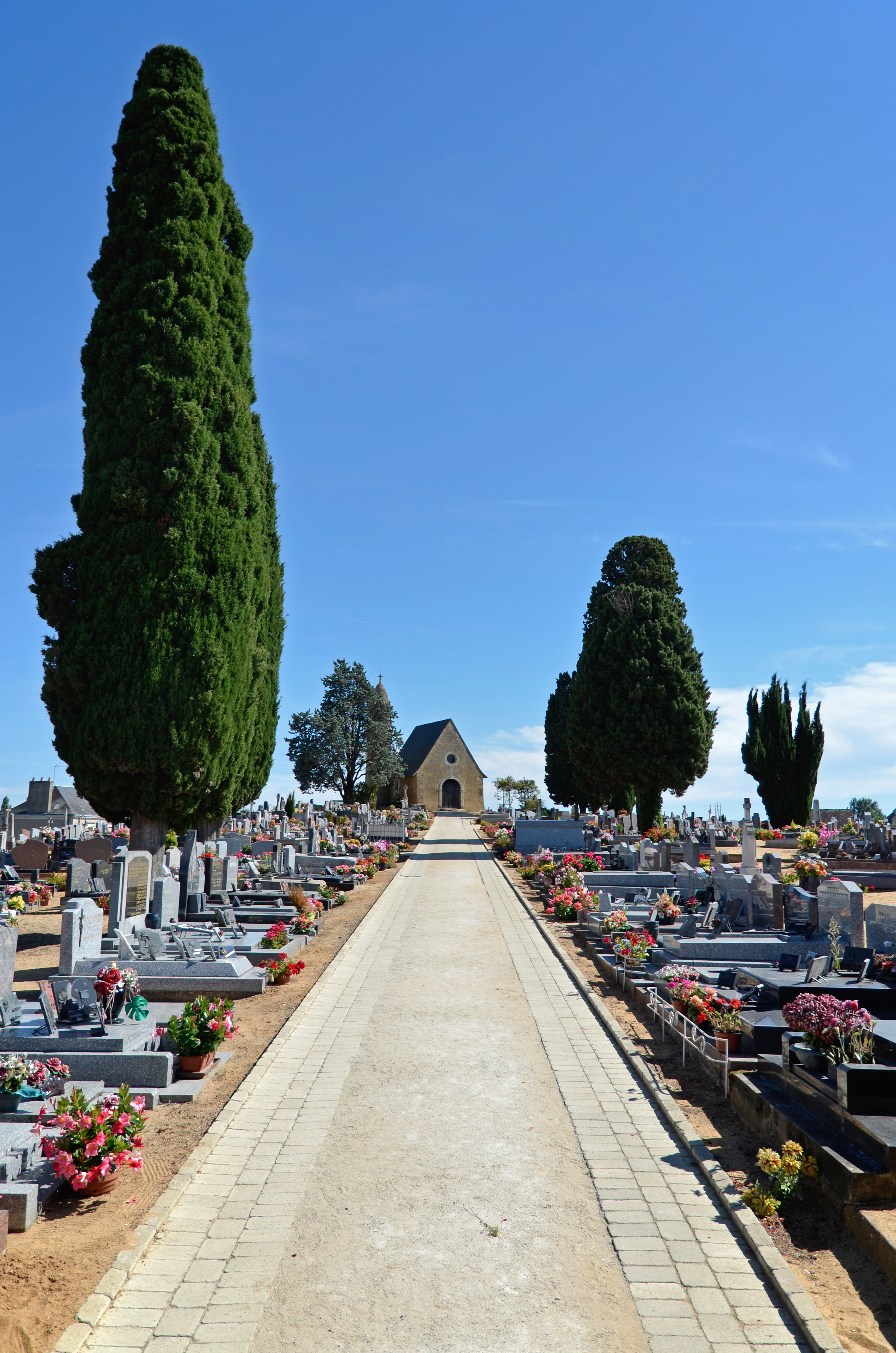
Le cimetière.
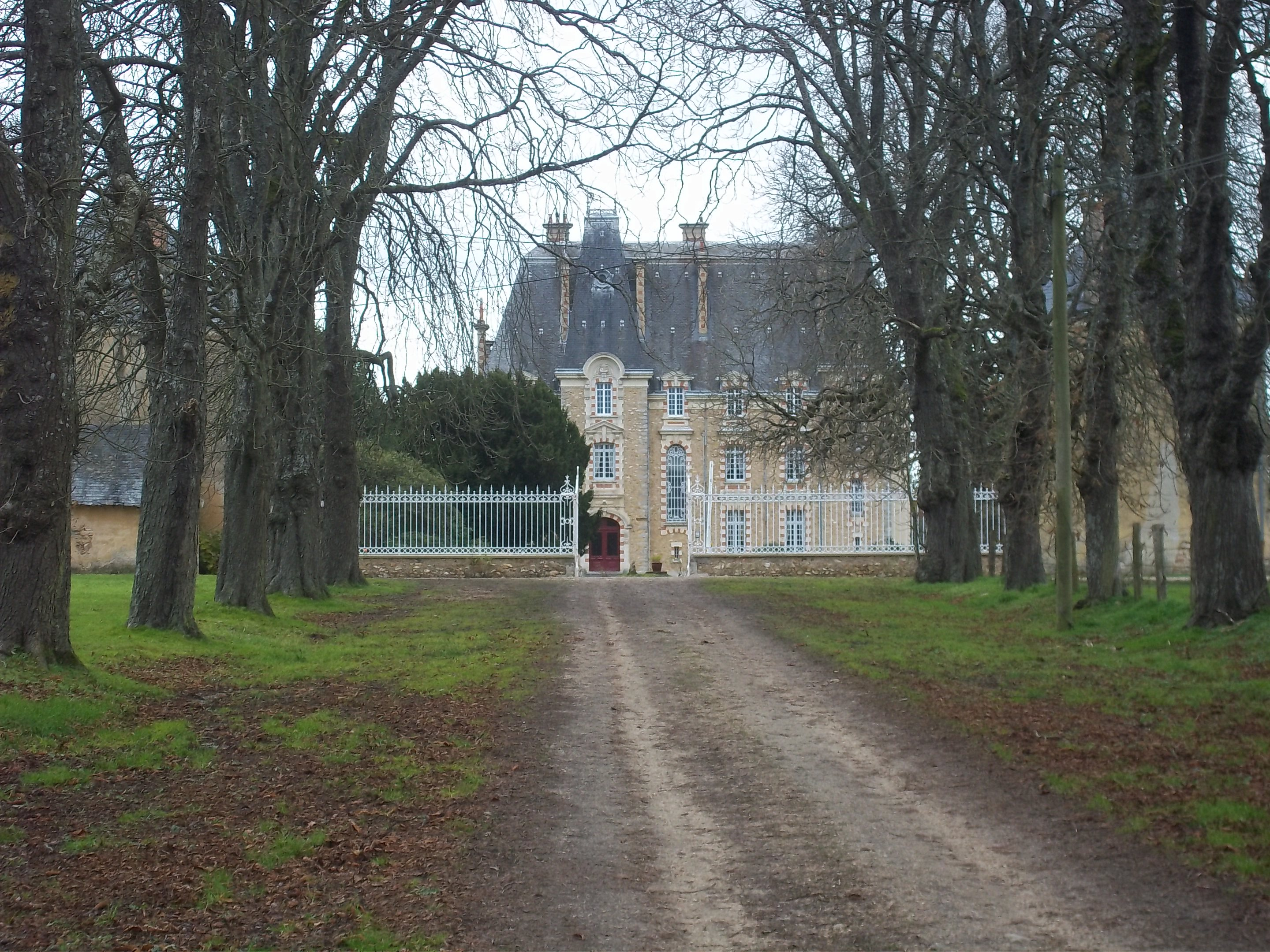
Le château de Montbraye.
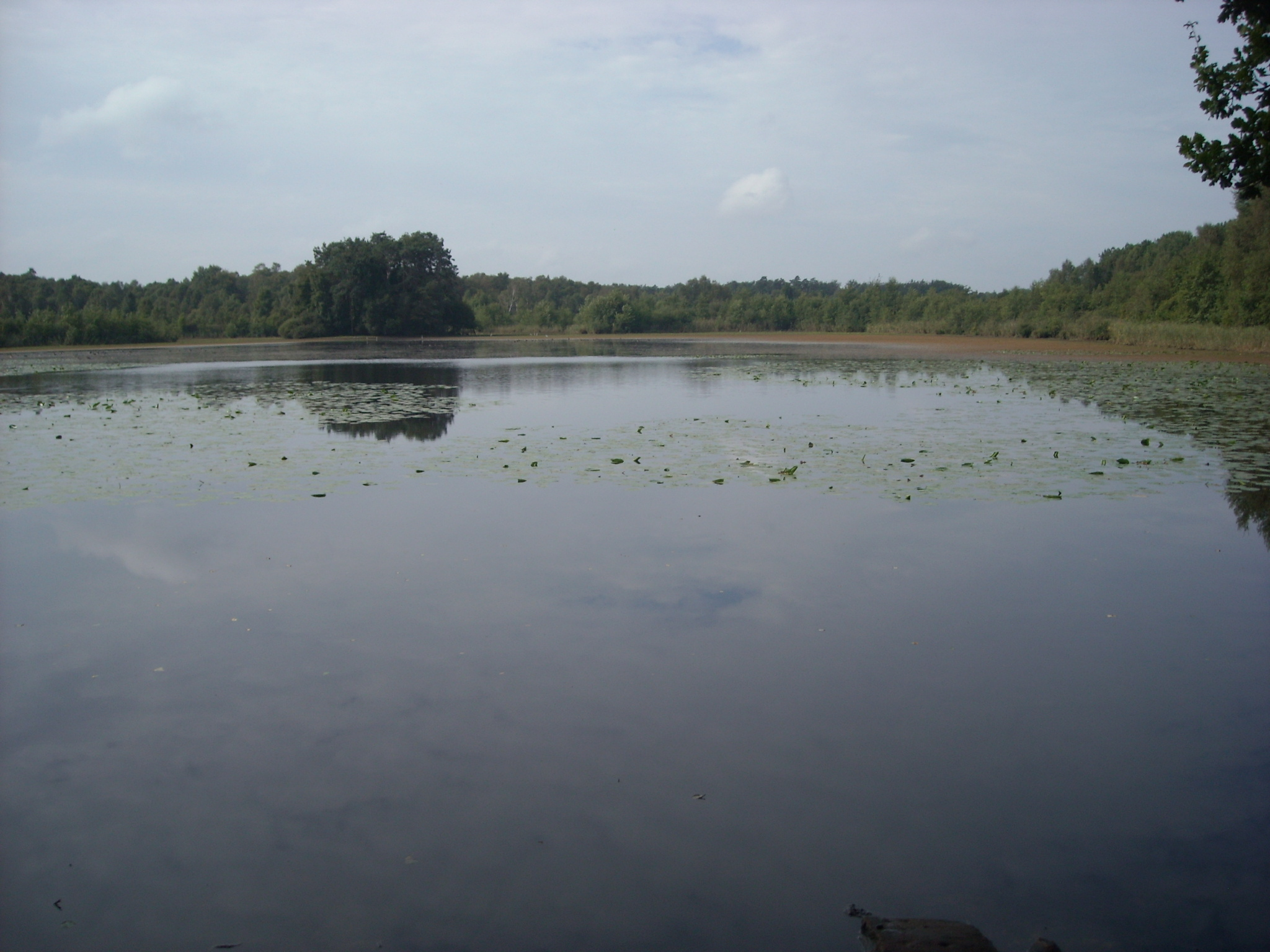
L'étang sud de Loudon.

## Activité, label et manifestations

### Label
Parigné-l'Évêque est une « ville fleurie » avec trois fleurs attribuées par le Conseil national des villes et villages fleuris de France au concours des villes et villages fleuris.

### Jumelages
- Crowland (Royaume-Uni) depuis 1993.
- Jozefow (Pologne)[réf. nécessaire].

### Sports
La Jeunesse sportive de Parigné-l'Évêque fait évoluer une équipe de football en ligue du Maine et deux autres équipes en divisions de district. Une équipe de futsal évolue également en ligue du Maine et une seconde en district.

### Manifestations
- Tournois festifs.

## Personnalités liées
- Guy-Claude-Roland de Laval-Montmorency, comte de Laval puis maréchal de Montmorency (1677-1751), militaire et aristocrate est né au château de Châton.
- Charles Picot-Desormeaux (1765-1846), homme politique, maire de Parigné y est né.
- Louis Cordelet (1834-1923), maire du Mans, sénateur, vice-président du sénat, président du conseil général de la Sarthe y est né et mort.
- Jane de La Vaudère (1857-1908), femme de lettres, née Jeanne Scrive, qui prit pour pseudonyme littéraire le nom du château de son mari, Camille Gaston Crapez (1848-1912), propriétaire dudit lieu à Parigné-l'Evêque. Leur fils, Fernand Crapez, fut maire de Parigné-l'Évêque de 1919 à 1935.
- Albert Cobut (1917-2003), médecin et homme politique belge y est né.
- François Migault (1944-2012), pilote automobile d'endurance qui participa 27 fois aux 24 Heures du Mans[40] y est mort[41].